# Fekete Párduc (Marvel Comics)
A Fekete Párduc, valódi nevén T’Challa egy szereplő, szuperhős a Marvel Comics képregényeiben. A Fekete Párduc egy afrikai ország, Wakanda királya. Stan Lee író és Jack Kirby rajzoló alkotta meg. Első szereplése a Fantastic Four 52. számában volt, 1966 júliusában.
T’Challa az afrikai királyság, Wakanda trónját apjától, T’Chaka királytól örökölte, aki maga is viselte a Fekete Párduc álarcát. Királyként T’Challa az Egyesült Államokba ment tanulni, hogy az ott szerzett tapasztalatokkal később országát gazdagíthassa. Hogy saját magának bizonyíthassa rátermettségét, mint népe védelmezője, megtámadta és egyenként le is győzte a Fantasztikus Négyes tagjait. Később T’Challa megbecsült tagja lett a Bosszú Angyalainak, majd később magának a Fantasztikus Négyesnek is.

## Magyarul olvasható
- Fekete Párduc. Ki a Fekete Párduc?; szöveg Reginald Hudlin John Romita Jr. képregénye alapján Jesse J. Holland, ford. Oszlánszky Zsolt; Szukits, Szeged, 2020 (Nagy Marvel regénysorozat)
- James Hill: Mítoszok és legendák. Thor, az Örökkévalók, a Fekete Párduc és a Marvel-univerzum epikus eredete; ford. Sepsi László; Kolibri, Bp., 2021